# 保罗·迪吉罗拉莫
保罗·迪吉罗拉莫（義大利語：Paolo Di Girolamo，1994年1月22日—），意大利男子赛艇运动员。他曾代表意大利参加2013年世界赛艇锦标赛，获得男子轻量级八人单桨有舵手金牌。